# Casa de Santcliment
La casa de Santcliment fue un importante linaje español originario de la Corona de Aragón, concretamente de Barcelona y Lérida, que se remonta al siglo XIII.

## Rama de Barcelona
Los Santcliment de Barcelona fueron siempre ciudadanos honrados y ocupaban cargos políticos importantes. Después fueron caballeros y señores de Badalona.

## Rama de Lérida

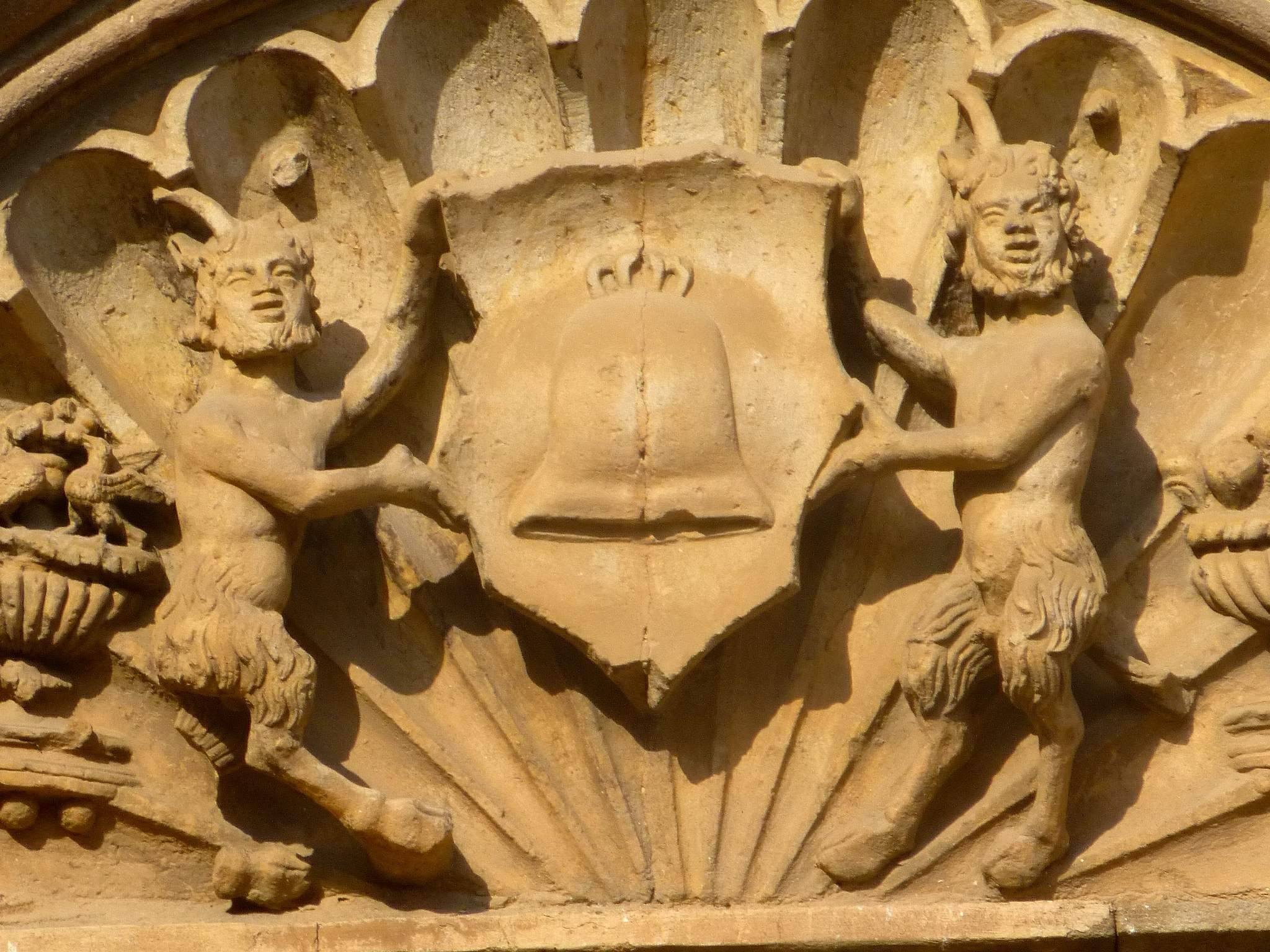
Escudo de Armas de la Casa de Sancliment

Los Santcliment de Lérida fueron uno de los más importantes linajes de la ciudad. Fueron señores de Alcarrás, Sarroca, Llardecáns.

## Casa de Corbera-Santcliment
Los Corbera-Santcliment fueron barones de Llinás y de Altafulla.

## Casa de Burguès-Santcliment
Los Burguès-Santcliment fueron señores de Viladecans.

## Escudo de Armas
El escudo de armas de los Sancliment de Barcelona se compone de una campana de oro en fondo de azur.
El escudo de armas de los Sancliment de Lérida se compone de una campana de plata en fondo de azur.

## Enlaces
- Enciclopèdia Catalana: Santcliment
- Altres famílies i membres: l'oligarquia barcelonina (en catalán)
- La població d'Alcarràs, Montagut, Sarroca, Llardecans, Flix i La Palma, domini dels Santcliment, el 1386 (en catalán)

- Datos: Q15058878
- Multimedia: House of Santcliment / Q15058878